# Zeuxine grandis
Zeuxine grandis är en orkidéart som beskrevs av Gunnar Seidenfaden. Zeuxine grandis ingår i släktet Zeuxine och familjen orkidéer. Inga underarter finns listade i Catalogue of Life.